# Свольна
Сво́льна (біл. Свольна) — невелика річка в Верхньодвінському районі Вітебської області Білорусі та Себезькому районі Псковської області Росії.
Річка бере початок з озера Ороно, що знаходиться на території Росії. Протікає на південь. У верхній течії протікає через низку озер — Вятитерво, Глубочно, Біле, Озерявки, Нечериця, Лісно, Бузянка. Починаючи з озера Лісно, тече по території Білорусі, по Полоцькій низовині. Впадає до річки Дриса, правої притоки Західної Двіни.
Довжина річки — 99 км. Площа басейну — 1510 км². Пересічні річні витрати води (у гирлі) — 11,7 м³/с. Середній похил — 0,2 м/км.
Основні притоки справа Сторона, Мотяжиця, Левонінська, Білевиця, Трудниця, Піжевка, Водьга; зліва Угарінка, Ізубриця, Лонниця, Лешня, Рудня. Крім того до річки впадають багато струмків, стікають багато озер.
Долина переважно трапецієподібна, ширина у верхній та середній течіях — 400–600 м, у нижній — 0,8-1,5 км. Заплава переривиста, шириною 100 м, у нижній течії — 200–300 м. Русло звивисте, місцями сильно звивисте, ширина — 18-20 м. Верхня та середня течії проходять через лісисту місцевість. Часті повені — на початку квітня, середня висота підйому води — 4,5 м, максимальна — 7,6 м (1956). Льодостав з середини грудня по початок квітня. Весняний льодохід — 2 доби.